# Clã Sakakibara

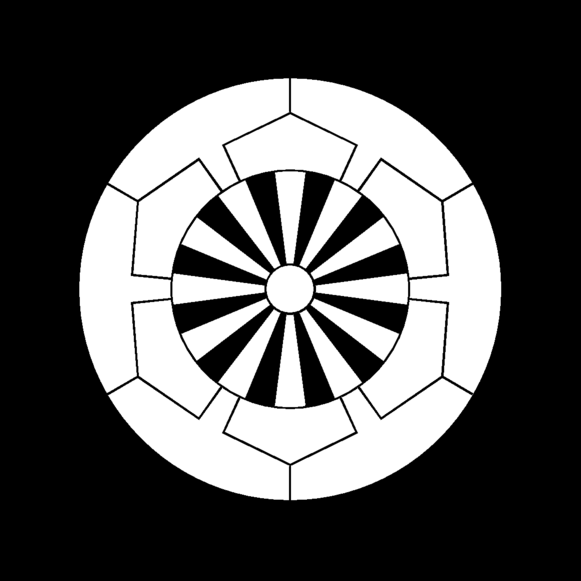
Mon do Clã Sakakibara

O Clã Sakakibara (榊 原 氏, Sakakibara-shi) foi um ramo do Clã Minamoto no Período Edo da História do Japão  .
No Período Edo, os Sakakibara eram identificados como fudai, ou seja, daimyos próximos ao governo, clãs que eram vassalos hereditários ou aliados do Clã Tokugawa, em contraste com os tozama ou clãs forasteiros . Os Sakakibara pertencia ao Sekkan-ke, as quatro famílias que tinham o privilégio de fornecer um Sesshō (regente) durante a menoridade de um Shogun .

## História e Ramos do Clã Sakakibara
O Clã Sakakibara  se originou no Século XVI. Sua elevação a fudai data de 1586  .
A família descendente de Nikki Sadanaga do ramo Seiwa Genji do clã Minamoto. O primeiro a levar o nome Sakakibara era filho de Sadanaga, Sakakibara Toshinaga que residia em Sakakibara na Província de Ise .
Sakakibara Yasumasa (1548-1606) era um aliado de Tokugawa Ieyasu, no período Sengoku. Após a batalha de Sekigahara, recebeu uma homenagem especial, e o nome pelo qual é conhecido hoje remonta a esse tempo. Foi-lhe concedido o direito de usar um dos caracteres do nome de Ieyasu -. Yasumasa .  Junto com Sakai Tadatsugu, Ii Naomasa e Honda Tadakatsu, eram conhecido como os "quatro reis celestiais dos Tokugawa" (Tokygawa shi-tennō) . O apelido correspondia aos quatro homens que eram famosos por seu apoio e lealdade para com o clã Tokugawa . 
A Yasumasa foi concedido o Domínio de Tatebayashi (com renda de 100.000 koku) na Província de Kōzuke.  Os filhos de Yasumasa lutaria com os Tokugawa no cerco de Osaka.
Os Sakakibara foram transferidos várias vezes pelo shogunato. Em 1643, Sakakibara Tadatsugu e seu ramo foram transferidos para o Domínio de Shirakawa (140.000 koku) na província de Mutsu ..
Em 1649, os Sakakibara foram transferido para o Domínio de Himeji na província de Harima. 
Na última jogada do shogunato, o clã foi estabelecida em 1741 no Domínio de Takada (150.000 koku)  na província de Echigo  Takada tornou-se um centro de poder Tokugawa durante a Guerra Boshin;. E depois, tornou-se um centro de detenção para samurais derrotados do Domínio de Aizu.
Na era Meiji, o líder dos Sakakibara recebeu o título de Shishaku ( 子爵 ,Visconde) do sistema kazoku de nobreza .

## Membros famosos do Clã
- Sakakibara Tadatsugu, - d. 1665.
- Sakakibara Yasumasa, 1548-1606.